# Asagena americana
Asagena americana là một loài nhện trong họ Theridiidae.
Loài này thuộc chi Asagena. Asagena americana được James Henry Emerton miêu tả năm 1882.